# Visión remota
Visión remota es la capacidad psíquica de recibir información o impresiones de un evento, persona, objeto o lugar que se encuentren a gran distancia. Es considerada como una forma de percepción extrasensorial. El término se dio a conocer durante los años setenta por los físicos del SRI International Harold Puthoff y Russell Targ, para separarlo de la clarividencia. Según Targ, el término fue sugerido por primera vez por Ingo Swann en diciembre de 1971 durante un experimento en la American Society for Psychical Research en la ciudad de Nueva York.Por lo general, se espera que un espectador remoto brinde información sobre un objeto, evento, persona o ubicación que está oculta a la vista física y separada a cierta distancia.
Los primeros experimentos controlados de visión remota fueron publicados en Nature (1974) y posteriormente en las Actas de la Institución de Ingenieros Eléctricos y Electrónicos (1976).La visión remota se popularizó en la década de 1990 con la desclasificación de ciertos documentos relacionados con el Proyecto Stargate, un programa de investigación de 20 millones de dólares que había comenzado en 1975 y fue patrocinado por el gobierno de Estados Unidos, en un intento de determinar cualquier aplicación militar potencial de los fenómenos psíquicos. El programa se terminó en 1995, tras una evaluación que determinó la existencia de un efecto estadísticamente significativo en comparación con el azar. Sin embargo, también concluyó que la visión remota tenía aplicabilidad limitada.
A pesar de los términos negativos del reporte, otras fuentes sugieren que la agencia central de inteligencia utilizó los programas de visión remota en sus operaciones con éxito, incluyendo la recuperación de una aeronave en la actual República Democrática del Congo, que el presidente Jimmy Carter atribuyó a una "mujer de California con habilidades sobrenaturales" en declaraciones públicas, los cuáles son apoyados por documentación oficial desclasificada de la CIA. Una revisión sistemática reciente identificó 34 experimentos controlados realizados entre 1974 y 2022.El metaanálisis de estos resultados también encontró un efecto estadísticamente significativo que no se puede explicar por el simple azar. Debido a lo cual, la visión remota sigue siendo un área de investigación activa.

## Historia

### Antecedentes iniciales
En la literatura ocultista y espiritualista temprana, la visión remota se conocía como telesthesia y clarividencia itinerante. Rosemary Guiley lo describió como "ver objetos remotos u ocultos con clarividencia con el ojo interior, o en un supuesto viaje fuera del cuerpo".
El estudio de los fenómenos psíquicos por parte de los principales científicos comenzó a mediados del siglo XIX. Los primeros investigadores incluyeron a Michael Faraday, Alfred Russel Wallace, Rufus Osgood Mason y William Crookes. Su trabajo implicó principalmente la realización de pruebas experimentales enfocadas en individuos específicos que se pensaba que eran dotados psíquicamente. Los informes de pruebas aparentemente exitosas fueron recibidos con mucho escepticismo por parte de la comunidad científica.
En la década de 1930, Joseph Banks Rhine expandió el estudio del desempeño paranormal a poblaciones más grandes, utilizando protocolos experimentales estándar con sujetos humanos no seleccionados. Pero, al igual que en los estudios anteriores, Rhine se mostró reacio a publicar este trabajo demasiado pronto debido al temor a las críticas de los científicos convencionales.
Este escepticismo continuo, con sus consecuencias para la revisión por pares y la financiación de la investigación, aseguró que los estudios paranormales siguieran siendo un área marginal de la exploración científica. Sin embargo, en la década de 1960, las actitudes contraculturales predominantes silenciaron parte de la hostilidad anterior. El surgimiento de lo que se denomina pensamiento de la "Nueva Era" y la popularidad del Movimiento del potencial humano provocaron un mini-renacimiento que renovó el interés público en los estudios de la conciencia y los fenómenos psíquicos y ayudó a que el apoyo financiero estuviera más disponible para la investigación de tales temas.
A principios de la década de 1970, Harold Puthoff y Russell Targ se unieron al Laboratorio de Electrónica y Bioingeniería del Instituto de Investigación de Stanford (SRI, ahora SRI International) donde iniciaron estudios de lo paranormal que, en un principio, fueron apoyados con fondos privados de la Parapsychology Foundation y el Instituto de Ciencias Noéticas.
A finales de la década de 1970, los físicos John Taylor y Eduardo Balanovski probaron al psíquico Matthew Manning en visión remota y los resultados resultaron "completamente infructuosos".
Uno de los primeros experimentos, alabado por los proponentes por haber mejorado la metodología de las pruebas de visualización remota y por elevar los estándares experimentales futuros, fue criticado por filtrar información a los participantes al dejar pistas inadvertidamente. Algunos experimentos posteriores tuvieron resultados negativos cuando se eliminaron estas pistas.
El consejo de los espectadores en el "Proyecto Stargate" siempre fue tan poco claro y poco detallado que nunca se ha utilizado en ninguna operación de inteligencia.

### Rechazo y rescisión
A principios de la década de 1990, la Junta de Inteligencia Militar, presidida por el jefe de la Agencia de Inteligencia de la Defensa, Harry E. Soyster, nombró al coronel del ejército William Johnson para administrar la unidad de visualización remota y evaluar su utilidad objetiva. La financiación se disipó a finales de 1994 y el programa entró en declive. El proyecto fue transferido de DIA a la CIA en 1995.
En 1995, la CIA contrató al American Institutes for Research (AIR) para realizar una evaluación retrospectiva de los resultados generados por el Proyecto Stargate. Los revisores incluyeron a Ray Hyman y Jessica Utts. Utts sostuvo que había habido un efecto positivo estadísticamente significativo, con algunos sujetos puntuando entre un 5% y un 15% por encima de la probabilidad. Hyman argumentó que la conclusión de Utts de que se había demostrado la existencia de ESP, "es prematura, por decir lo menos". Hyman dijo que los hallazgos aún no se habían replicado de forma independiente, y que sería necesaria más investigación para "reclamar legítimamente la existencia de funcionamiento paranormal". Basándose en sus dos estudios, que recomendaban un mayor nivel de investigación crítica y controles más estrictos, la CIA puso fin al proyecto de 20 millones de dólares en 1995. La revista Time declaró en 1995 que tres psíquicos de tiempo completo todavía estaban trabajando con un presupuesto anual de 500.000 dólares en Fort Meade, Maryland, que pronto se cerraría.
El informe AIR concluyó que no se produjeron datos de inteligencia utilizables en el programa. David Goslin, del AIR, dijo: "No hay evidencia documentada de que tenga algún valor para la comunidad de inteligencia".

### Investigación del gobierno del Reino Unido
En 2001–2002, el gobierno del Reino Unido realizó un estudio sobre 18 sujetos no entrenados. Los experimentadores registraron el campo eléctrico y el campo magnético alrededor de cada espectador para ver si la actividad cerebral de las vistas exitosas causaba que se emitieran campos más altos de lo habitual desde el cerebro. Sin embargo, los experimentadores no encontraron ninguna evidencia de que los espectadores hubieran accedido a los objetivos en la fase de recopilación de datos, el proyecto se abandonó y los datos nunca se analizaron ya que no había ocurrido ninguna actividad de RV (visión remota). Se detectaron algunos campos eléctricos de "banda estrecha" durante las visitas, pero se atribuyeron a causas externas. El experimento fue revelado en 2007 después de una solicitud de liberación de información del Reino Unido.

### Programa de percepción remota de PEAR
A finales de la década de 1970, el Laboratorio de Investigación de Anomalías de Ingeniería de Princeton (PEAR) llevó a cabo una extensa investigación sobre visualización remota. En 1989, había realizado 336 ensayos formales, informando una puntuación z compuesta de 6.355, con un valor p correspondiente de 1.04e-10. En una crítica de estos resultados en 1992, Hansen, Utts y Markwick concluyeron: "Los experimentos de observación remota de PEAR se apartan de los criterios comúnmente aceptados para la investigación formal en ciencia. De hecho, son sin duda algunos de los experimentos ESP de peor calidad publicados en muchos años." El laboratorio respondió que "ninguna de las quejas declaradas compromete los protocolos experimentales o métodos analíticos de PEAR" y reafirmó sus resultados.
Siguiendo el énfasis de Utts en la replicación y el desafío de Hyman sobre la consistencia entre laboratorios en el informe AIR, PEAR realizó varios cientos de ensayos para ver si podían replicar los experimentos SAIC y SRI. Crearon una metodología de juicio analítico para reemplazar el proceso de juicio humano que fue criticado en experimentos anteriores, y publicaron un informe en 1996. Sentían que los resultados de los experimentos eran consistentes con los experimentos de SRI. Sin embargo, otros en la comunidad parapsicológica y dentro de la comunidad científica en general han propuesto fallas estadísticas.

## Recepción científica
Se han realizado diversos estudios científicos sobre visión remota. Los primeros experimentos produjeron resultados positivos, pero tenían fallas invalidantes. Ninguno de los experimentos más recientes ha mostrado resultados positivos cuando se realiza en condiciones debidamente controladas. Esta falta de experimentos exitosos ha llevado a la comunidad científica dominante a rechazar la visualización remota, basándose en la ausencia de una base de evidencia, la falta de una teoría que explique visualización remota y la falta de técnicas experimentales que puedan proporcionar resultados positivos fiables.
Los escritores científicos Gary Bennett, Martin Gardner, Michael Shermer y el profesor de neurología Terence Hines describen el tema de la visión remota como pseudociencia.
C.E.M. Hansel, quien evaluó los experimentos de visión remota de parapsicólogos como Puthoff, Targ, John B. Bisha y Brenda J. Dunne, señaló que faltaron controles y no se tomaron precauciones para descartar la posibilidad de fraude. Concluyó que el diseño experimental se informó de manera inadecuada y "demasiado poco controlado para cumplir una función útil".
El psicólogo Ray Hyman dice que, incluso si los resultados de los experimentos de visualización remota se reprodujeran en condiciones específicas, todavía no serían una demostración concluyente de la existencia del funcionamiento psíquico. Él culpa de esto a la dependencia de un resultado negativo: las afirmaciones sobre ESP se basan en los resultados de experimentos que no se explican por medios normales. Dice que los experimentos carecen de una teoría positiva que oriente sobre qué controlar sobre ellos y qué ignorar, y que "los parapsicólogos aún no se han acercado a (tener una teoría positiva)".}}
Hyman también dice que la cantidad y la calidad de los experimentos en RV son demasiado bajas para convencer a la comunidad científica de "abandonar sus ideas fundamentales sobre causalidad, tiempo y otros principios", debido a que sus hallazgos aún no se han replicado con éxito bajo cuidadosos escrutinio.
Martin Gardner ha escrito que el investigador fundador Harold Puthoff era un cienciólogo activo antes de su trabajo en la Universidad de Stanford, y que esto influyó en su investigación en SRI. En 1970, la Iglesia de la Cienciología publicó una carta notariada que había sido escrita por Puthoff mientras realizaba una investigación sobre la visión remota en Stanford. La carta decía, en parte: "Aunque los críticos que ven el sistema de Cienciología desde el exterior pueden tener la impresión de que Cienciología es solo otro de los muchos 'esquemas' cuasi educativos cuasi religiosos, de hecho es un sistema altamente sofístico y altamente tecnológico más característica de la planificación empresarial moderna y la tecnología aplicada ". Entre algunas de las ideas que Puthoff apoyó con respecto a la visión remota estaba la afirmación del libro Occult Chemistry de que dos seguidores de Madame Blavatsky, fundadora de la teosofía, pudieron ver de forma remota la estructura interna de los átomos.
Michael Shermer investigó experimentos de visión remota y descubrió un problema con la lista de selección de objetivos. Según Shermer con los bocetos, solo se suelen utilizar un puñado de diseños, como líneas y curvas, que podrían representar cualquier objeto y ser interpretadas como un "acierto". Shermer también ha escrito sobre los sesgos de confirmación y retrospectiva que se han producido en experimentos de visión remota.
Varias organizaciones escépticas han realizado experimentos para visualización remota y otras supuestas habilidades paranormales, sin resultados positivos bajo condiciones adecuadamente controladas.

### Señales sensoriales
Los psicólogos David Marks y Richard Kammann intentaron replicar los experimentos de visión remota de Russell Targ y Harold Puthoff que se llevaron a cabo en la década de 1970 en el Stanford Research Institute. En una serie de 35 estudios, no pudieron replicar los resultados, por lo que investigaron el procedimiento de los experimentos originales. Marks y Kammann descubrieron que las notas dadas a los jueces en los experimentos de Targ y Puthoff contenían pistas sobre en qué orden se llevaron a cabo, como hacer referencia a los dos objetivos de ayer, o tenían la fecha de la sesión escrita en la parte superior de la página. . Concluyeron que estas pistas eran la razón de las altas tasas de aciertos del experimento. Según Terence Hines:

El examen de las pocas transcripciones reales publicadas por Targ y Puthoff muestra que esas pistas estaban presentes. Para averiguar si las transcripciones inéditas contenían pistas, Marks y Kammann escribieron a Targ y Puthoff solicitando copias. Es casi inaudito que un científico se niegue a proporcionar sus datos para un examen independiente cuando se le pregunta, pero Targ y Puthoff se negaron sistemáticamente a permitir que Marks y Kammann vieran copias de las transcripciones. Sin embargo, Marks y Kammann pudieron obtener copias de las transcripciones del juez que las utilizó. Se encontró que las transcripciones contenían una gran cantidad de pistas.

Thomas Gilovich ha escrito:

La mayor parte del material de las transcripciones consiste en los intentos honestos de los perceptores de describir sus impresiones. Sin embargo, las transcripciones también contenían material extraño considerable que podría ayudar a un juez a compararlas con los objetivos correctos. En particular, hubo numerosas referencias a fechas, horas y sitios visitados previamente que permitirían al juez colocar las transcripciones en la secuencia adecuada ... Asombrosamente, a los jueces en los experimentos de Targ-Puthoff se les dio una lista de sitios objetivo en el orden exacto orden en que se utilizaron en las pruebas!

Según Marks, cuando se eliminaron las señales, los resultados cayeron a un nivel esperado por azar. Marks pudo lograr el 100 por ciento de precisión sin visitar ninguno de los sitios por sí mismo, pero utilizando señales. James Randi ha escrito que las pruebas controladas por varios otros investigadores, eliminando varias fuentes de señales y evidencia extraña presente en las pruebas originales, produjeron resultados negativos. Los estudiantes también pudieron resolver las ubicaciones de Puthoff y Targ a partir de las pistas que se habían incluido inadvertidamente en las transcripciones.
Marks y Kamman concluyeron: "Hasta que se pueda confirmar la visión remota en condiciones que impidan la indicación sensorial, las conclusiones de Targ y Puthoff seguirán siendo una hipótesis sin fundamento". En 1980, Charles Tart afirmó que un nuevo juicio de las transcripciones de uno de los experimentos de Targ y Puthoff reveló un resultado por encima de la probabilidad. Targ y Puthoff se negaron nuevamente a proporcionar copias de las transcripciones y no fue hasta julio de 1985 que se pusieron a disposición para su estudio cuando se descubrió que todavía contenían señales sensoriales. Marks y Christopher Scott (1986) escribieron "considerando la importancia de la hipótesis de visualización remota de la eliminación adecuada de señales, el fracaso de Tart en realizar esta tarea básica parece más allá de la comprensión. Como se concluyó anteriormente, la visualización remota no se ha demostrado en los experimentos realizados por Puthoff y Targ, sólo el fracaso repetido de los investigadores para eliminar las señales sensoriales ".
La información de las sesiones de visión remota del Proyecto Stargate era vaga e incluía una gran cantidad de datos irrelevantes y erróneos, nunca fue útil en ninguna operación de inteligencia y se sospechaba que los gerentes de proyecto en algunos casos cambiaron los informes para que se ajustaran a las señales de fondo.
Marks en su libro The Psychology of the Psychic (2000) discutió en detalle las fallas del Proyecto Stargate. Escribió que había seis características de diseño negativas de los experimentos. No se descartó la posibilidad de pistas o fugas sensoriales, no hubo replicación independiente, algunos de los experimentos se llevaron a cabo en secreto, lo que hizo imposible la revisión por pares. Marks señaló que el juez Edwin May también era el investigador principal del proyecto y esto era problemático, lo que generaba un gran conflicto de intereses con la posibilidad de colusión, advertencias y fraude. Marks concluyó que el proyecto no era más que un "engaño subjetivo" y después de dos décadas de investigación no había podido proporcionar ninguna evidencia científica para la visualización remota.
Marks también ha sugerido que los participantes de los experimentos de visualización remota están influenciados por la validación subjetiva , un proceso mediante el cual se perciben correspondencias entre estímulos que, de hecho, están asociados de forma puramente aleatoria.
El profesor Richard Wiseman, psicólogo de la Universidad de Hertfordshire y miembro del Comité para la Investigación Escéptica (CSI) ha señalado varios problemas con uno de los primeros experimentos en SAIC, incluida la fuga de información. Sin embargo, indicó la importancia de su enfoque orientado a procesos y de su perfeccionamiento de la metodología de visualización remota, lo que significa que los investigadores que replican su trabajo podrían evitar estos problemas. Wiseman insistió más tarde en que había múltiples oportunidades para que los participantes en ese experimento fueran influenciados por señales inadvertidas y que estas señales pueden influir en los resultados cuando aparecen.

## Participantes seleccionados del estudio de visión remota
- Ingo Swann, un destacado participante de la investigación en visión remota[49]
- Pat Price, uno de los primeros visores remotos
- Joseph McMoneagle, uno de los primeros espectadores remotos[50] Ver: Proyecto Stargate
- Courtney Brown, politóloga y fundadora del Farsight Institute
- David Marks, un crítico de la visión remota, después de encontrar pistas sensoriales y editar las transcripciones originales generadas por Targ y Puthoff en el Instituto de Investigación de Stanford en la década de 1970.
- Uri Geller, objeto de un estudio de Targ y Puthoff en el Instituto de Investigación de Stanford[39]